# Port lotniczy San Luis-Brigadier Mayor César Raúl Ojeda
Port lotniczy San Luis-Brigadier Mayor César Raúl Ojeda (IATA: LUQ, ICAO: SAOU) – port lotniczy położony w San Luis, w prowincji San Luis, w Argentynie.

## Linie lotnicze i połączenia
- Aerolíneas Argentinas (Buenos Aires-Jorge Newbery)